# Mika Love Paris
Mika Love Paris (pubblicato come: MIKA ♥ PARIS) è un album video del cantautore britannico Mika. Il DVD raffigura il concerto del cantante che si è svolto al Palazzo Omnisport di Parigi-Bercy nel maggio del 2016, dove si è esibito davanti a oltre 20.000 spettatori. Il concerto è anche andato in onda su Rai 2 il 27 dicembre dello stesso anno.

## Tracce
1. Le cheval – 3:17
2. Big Girl (You Are Beautiful) – 4:27
3. Talk About You – 5:03
4. Grace Kelly – 6:10
5. Rain – 4:00
6. Boum Boum Boum – 7:21
7. Les baisers perdus – 3:30
8. Good Guys – 5:20
9. Origin of Love – 6:28
10. Relax, Take It Easy – 7:19
11. Staring at the Sun – 6:17
12. Underwater – 8:23
13. Lollipop – 7:17
14. Happy Ending – 6:23
15. Elle me dit – 8:15
16. We Are Golden – 5:59
17. Last Party – 5:30
18. J'ai Deux Amours – 2:50
19. Love Today – 11:15

### Tracce bonus
1. Good Wife – 3:57
2. Stardust – 3:54